# 林伯渠
林 伯渠（りん はくきょ、1886年3月20日 - 1960年5月29日）は、中華民国・中華人民共和国の革命家・政治家・教育者。名は祖涵、字は邃園だが、より著名と思われる号の伯渠を本記事では使用する。

## 事跡

### 共産党への加入
1902年（光緒28年）、湖南西路師範学校に入学し、1904年に日本へ留学した。日本では弘文学院で学び、翌1905年秋に中国同盟会へ加入している。同年冬に帰国し、1906年（光緒32年）春、長沙振楚学堂と西路公学で教員となった。1907年（光緒33年）、吉林省勧学総所宣伝所会弁に任ぜられている。
1911年（宣統3年）4月、広州黄花崗の革命派の蜂起に参加し、その後、湖南に戻って革命の秘密工作に従事している。1913年（民国2年）の第二革命（二次革命）では、岳州要塞司令部参謀を務めたが、敗北して日本に亡命した。日本では中華革命党に参加し、1915年に帰国している。
同年12月に護国戦争が勃発すると、林伯渠は湖南省の護国軍総司令部で参議を務めた。護国戦争勝利後の翌年7月、湖南省督軍公署秘書兼総務科長に任ぜられ、後に政務庁庁長に昇進している。護法運動が始まると、林も孫文（孫中山）に与し、湖南護法軍司令参議となった。12月には湖南省（護法軍政府側）財政庁庁長を兼ねている。1920年（民国9年）春、広州の大元帥府で参議となり、冬には上海に移って雑誌『革新評論』を創刊した。
1921年（民国10年）、林伯渠は中国共産党に加入し、翌年冬には中国国民党でも総務部部長に就任した。その後、広州に赴いて中国国民党の改組と三大政策の立案、第一次国共合作の確立に関与している。1924年（民国13年）1月の第1回全国代表大会で国民党中央執行委員候補に選出されている。翌1925年（民国14年）8月、国民党中央党部中央執行委員会常務委員兼農民部部長に昇進した。1926年（民国15年）1月、国民党第2回全国代表大会で中央執行委員に当選し、2期1中全会では中央常務委員に選ばれている。

### 長征に至るまで
同年4月、林伯渠は国民革命軍第6軍党代表兼政治部主任に任ぜられ、軍内で共産党の組織を確立している。10月、第6軍に従って南昌へ進軍した。1927年（民国16年）3月、国民党2期3中全会で政治委員会委員と軍事委員会秘書長に選出されている。4月には、江西省政府委員に任命された。8月、南昌起義に参加し、中国国民党革命委員会（後の民主党派とは別）委員兼財政委員会主席を称している。
南昌起義はまもなく失敗に終わり、1928年（民国17年）夏、林伯渠はソビエト連邦へ赴き、秋にモスクワ中山大学中国問題研究院に入学した。1930年夏に卒業し、ウラジオストクで極東労働者レーニン主義学校で教員となった。1932年秋に上海に戻り、1933年（民国22年）3月に江西中央ソビエト区に入る。ここでは、中華ソビエト共和国臨時中央政府国民経済部部長に任ぜられ、後に財政部長に移った。1934年（民国23年）1月、中国共産党6期5中全会で中央審計委員に選出される。同年10月より林は長征に参加し、延安到達後の1935年（民国24年）10月、中華ソビエト共和国西北弁事処財政部部長（主席）に任命された。

### 戦中・戦後
1937年（民国26年）の日中戦争勃発後、林伯渠は陝甘寧辺区政府主席に任ぜられ、後に中共中央辺区中央局常務委員も兼任する。8月には、第2次国共合作の一環で、国民革命軍第8路軍（八路軍）弁事処主任に任ぜられた。1938年（民国27年）6月、第1期国民参政会参政員に任ぜられ（以後第4期まで連続して選出される）、10月、共産党6期6中全会で中央委員に選出されている。1941年（民国30年）9月、謝覚哉らと懐安詩社を組織した。1945年（民国34年）6月、共産党第7回全国代表代会で中央委員会委員・中央政治局委員に選出された。
1949年3月、林伯渠は国共和平交渉で共産党側の代表の1人となっている。6月、中国人民政治協商会議（政協）籌備会議秘書長代理となり、9月には政協の主席団秘書長、第1期全国委員となった。10月、中華人民共和国の建国とともに、中央人民政府委員会委員兼秘書長に任ぜられている。1953年2月、政協第1期全国委員会常務委員となり、翌1954年9月には第1期全国人民代表大会常務委員会副委員長に選出された（第2期でも同様）。1956年9月、共産党第8期中央委員会委員・中央政治局委員に任命される。
1960年5月29日、北京市にて死去。享年75（満74歳）。